# Pfarrkirche (Rügheim)

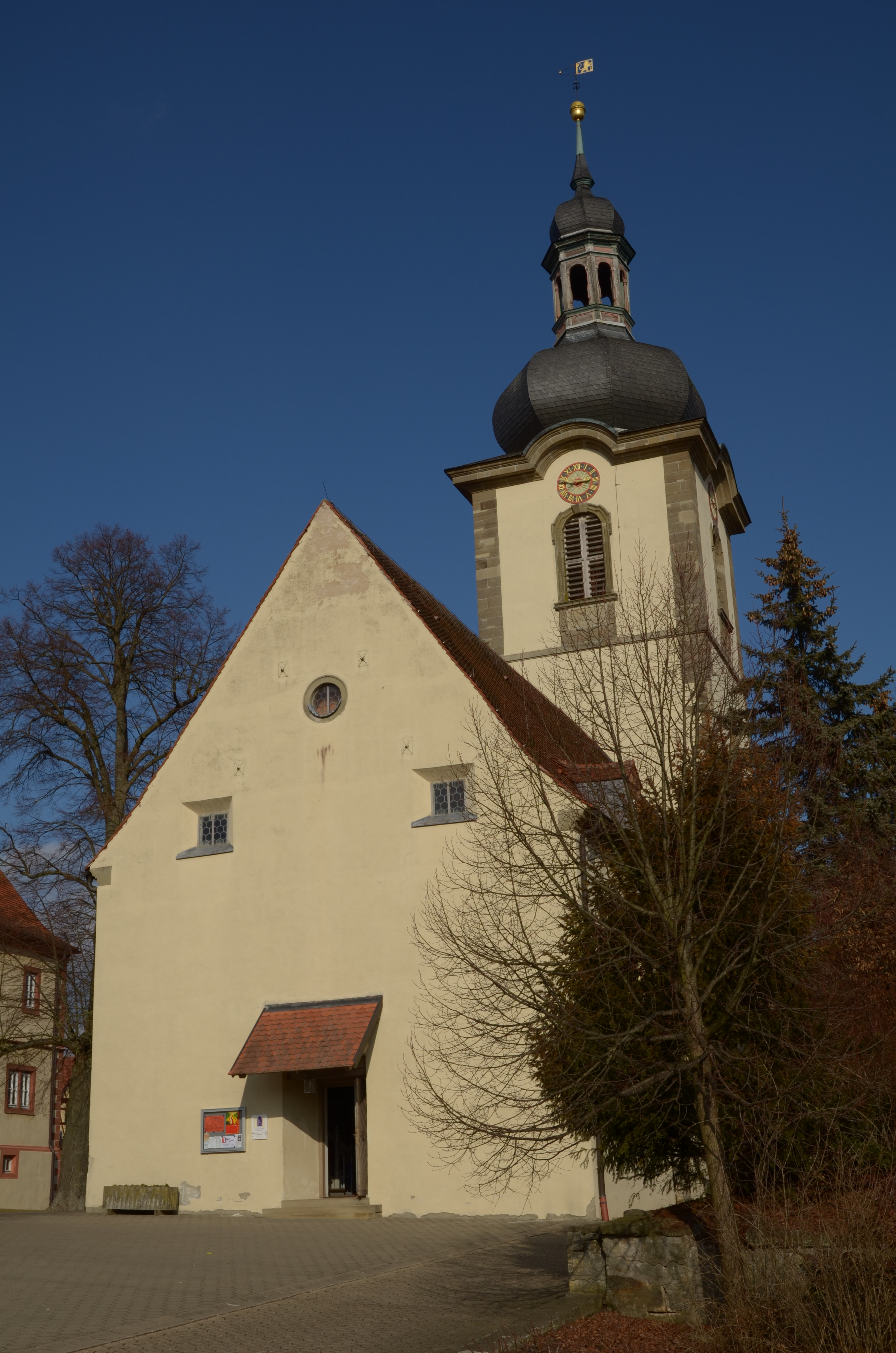
Pfarrkirche (Rügheim)

Die denkmalgeschützte, evangelisch-lutherische Pfarrkirche steht in Rügheim, einem Gemeindeteil der Stadt Hofheim im unterfränkischen Landkreis Haßberge (Bayern). Um 1150 wurde in Rügheim an Stelle einer Holzkirche eine Steinkirche errichtet. Die Kirchengemeinde gehört zum Dekanat Rügheim im Kirchenkreis Bayreuth der Evangelisch-Lutherischen Kirche in Bayern.

## Beschreibung
Die heutige Saalkirche ist im späten 15. Jahrhundert entstanden. Die Fenster im Langhaus und das Gewölbe des Chors gehen auf den um 1150 gebauten Vorgängerbau zurück. 1528 wurde Rügheim evangelisch.
1691 wurde der niedrige Innenraum des Langhauses erhöht, indem die Flachdecke durch ein Gewölbe ersetzt wurde. Es folgte Anfang des 18. Jahrhunderts der Einbau von zwei Emporen. Im Jahr 1734 wurde der Chorturm um ein Geschoss aufgestockt, das die Turmuhr und den Glockenstuhl beherbergt, in dem 2000 die drei Gussstahlglocken durch bronzene ersetzt. Bedeckt wurde der Chorturm mit einer schiefergedeckten Welschen Haube. Anfang des 18. Jahrhunderts wurden die beiden Emporen eingebaut. Die Orgel mit 24 Registern, 2 Manualen und einem Pedal wurde von Thomas Eichfelder gebaut.